# Ялтинский парк
Ялтинский парк — уникальный исторический природный ландшафт первой трети XX века. Парк был обустроен вскоре после окончания Первой мировой войны.

## История
Ялтинский пруд возник на восточной окраине Кёнигсберга во второй половине XVIII века и назывался Медным (Купфертайх), поскольку в своё время на его берегу стоял медеплавильный завод. Когда-то пруд достигал больших размеров и разделялся дамбовой плотиной на две части — северную и южную. Северная часть пруда к 1925 году превратилась в спортивную площадку и стадион, который сейчас носит название «Красная звезда». Нынешний Ялтинский пруд — это, по сути, южная часть Медного пруда — Унтер Купфертайх. Поначалу пруд использовался в чисто практических целях: здесь были построены плотина и лесопилка. В ходе строительства восточного вального укрепления все водные механизмы исчезли.

### Окрестности Ялтинского пруда после Первой мировой войны
После Первой мировой войны Германия обязана была разоружиться и вальное укрепление было ликвидировано. На месте крепостных стен возникла зона отдыха, вокруг пруда были обустроены пешеходные дорожки, а на восточном берегу пруда был разбит парк. На пруду проходили соревнования по водным видам спорта (эта традиция существовала и в советское время), была сооружена вышка для прыжков в воду, демонтированная в 2023 году, в результате работ, проводимых в рамках очистки водоёма. На берегах Медного пруда всегда было многолюдно — здесь отдыхали жители Липер Вег и Истербургер-штрассе (ныне это улица и переулок Ялтинские).

### Ялтинский парк после 1945 года
В послевоенные годы среди местных жителей парк назывался «Парк на Инстербургской» — такое имя носила улица Ялтинская в то время. По свидетельству старожилов, в советское время в освещённом фонарями парке стояли скамейки и скульптуры тюленей. Здесь была оборудована спортивная площадка для игры в волейбол. Местом сбора окрестной молодёжи стала танцплощадка, на которой играл оркестр.
Вплоть до 70-х годов Ялтинский пруд оставался местом активного отдыха на воде. Чистый и полноводный водоём окружали пешеходные дорожки, гуляя по которым, отдыхающие могли через маленький мостик с южной стороны пруда выйти к реке Преголе. На пляже всегда было много народу.

### Ялтинский парк в постсоветский период
В постсоветское время заброшенный пруд зарос и обмелел, парк обезлюдел. О былом предназначении напоминают один из волейбольных столбов, следы от скамеек и чудом сохранившиеся брусья. Время от времени власти города поднимали вопрос приведения пруда в порядок. В 2001 году была предпринята последняя попытка его очистки, однако видимого результата она не принесла. А через пять лет администрация города вместо того, чтобы возродить пешеходную зону и парк, решила судьбу Ялтинского пруда подобно тому, как это произошло со многим местами Калининграда.

### Скандал вокруг застройки парка
В сентябре 2007 года администрация города администрация города выдала компании «Грандстрой» Архивная копия от 29 мая 2017 на Wayback Machine разрешение на застройку рекреационной зоны. Есть мнение, что тем самым администрация города нарушила Генеральный план Калининграда и экологическое законодательство. Через два месяца Окружной совет депутатов лишил парк статуса рекреационной зоны, а в 2008 году на западном берегу пруда началось строительство первых двух домов. По мнению жильцов домов, расположенных в непосредственной близости от парка, если на месте парка появится 17-этажное здание, будет визуально «задавлен» памятник федерального значения Закхаймские ворота, а памятник муниципального значения «Дом с оленем», выстроенный в югендстиле, возможно, будет разрушен («Дом с оленем» не способен выдержать сопровождающих любое строительство колебаний почвы — это доказывают повреждения, полученные памятником архитектуры во время землетрясения 2004 года).
26 марта 2010 года парк был огорожен строительным забором.
Инициативная группа, ядро которой составили жители близлежащих домов, в свою очередь вышла в суд с исковыми заявлениями; также большое количество писем в защиту парка было отправлено Президенту РФ Д. А. Медведеву, Премьер-министру Путину, Председателю Государственной думы Б. В. Грызлову, Председателю Совета Федерации С. М. Миронову, Председателю Общественной палаты Калининградской области Г. Д. Чмыхову, Главе администрации Калининграда Ф. Ф. Лапину. Также отправлены жалобы Прокурорам Ленинградского района, Калининградской области, в природоохранные структуры.
3 апреля пресс-служба администрации города сообщила о том, что в пятницу 2 апреля глава администрации города Ф. Ф. Лапин отозвал порубочный билет № 81 Архивная копия от 5 марта 2016 на Wayback Machine, выданный 21 мая 2009 года ООО «Грандстрой» на снос зелёных насаждений на ул. Ялтинской в связи с истечением срока действия полученных застройщиком технических условий на перекладку теплотрассы.

### Инцидент 5 апреля 2010 года
5 апреля 2010 года в 9-00 на территории Ялтинского парка появилась строительная техника, предназначенная для вырубки деревьев. 10 человек в чёрной форме с надписью «Охрана» заняли парк. На его территории также присутствовали участковый инспектор милиции и два милицейских офицера.
Попытавшиеся противостоять строителям активисты подверглись нападению охраны, один из защитников парка пострадал. СМИ также не были допущены на территорию парка. Только появление и. о. главы Ленинградского района А. Б. Щепкина остановила лесорубов. Вырубка была прекращена, но одна береза была срублена. Щепкин заверил горожан и СМИ, что вырубка ведётся в нарушение закона. Щепкин подтвердил сообщение пресс-службы администрации города о том, что в пятницу 2 апреля глава администрации города Ф. Ф. Лапин отозвал порубочный билет № 81.
Застройщик не оставляет намерения вырубить парк. — Деревья будем вырубать в самые ближайшие дни, — сообщила изданию «Страна Калининград» (недоступная ссылка) заместитель генерального директора «Грандстроя» София Лапина. — Действие порубочного билета остановлено незаконно. Полученные нами техусловия действительны до июня 2010 г. Будем встречаться с властями.

### 5 мая 2010 года: вторая попытка вырубить парк
В конце апреля 2010 года из нескольких источников членам инициативной группы в защиту парка стало известно, что в начале мая ООО «Грандстрой» намеревается в нарушение закона произвести вырубку Ялтинского парка.
Члены инициативной группы знали, что ещё 2 апреля 2010 года глава городского округа Ф. Ф. Лапин отозвал порубочный билет № 81 у ООО «Грандстрой», а также и то, что УВД по г. Калининграду проводится проверка в порядке ст.ст. 144—145 УПК РФ, по факту вырубленного дерева 05.04.2010 г; а прокуратурой Ленинградского района г. Калининграда, проводится проверка о законности предоставления застройщику земельного участка и выдачи положительного заключения экологической экспертизы.
Эта и другая информация была почерпнута членами инициативной группы из писем, полученных из Калининградской межрайонной природоохранной прокуратуры (№ 18ж-2010) и прокуратуры Ленинградского района города Калининграда (№ 289ж/10).
В свете этих фактов намеченное уничтожение парка предстало серьёзным преступлением. Для его предотвращения активисты начали акцию «Зелёный дозор». Значительное число калининградцев предложило свою помощь организатором акции; возле парка было организовано круглосуточное дежурство.
Как сообщил 5 мая членам инициативной группы участковый инспектор капитан милиции О. А. Мынзат, руководство ООО «Грандстрой», запланировало усилить охрану и парка и произвести его вырубку в 7 часов утра 5 мая. Начальник ЧОП, несущего охрану парка, во избежание возможного столкновения охраны с защитниками парка, уведомил УВД Ленинградского района о планах ООО «Грандстрой», и готовящееся преступление было предотвращено.

### 30 июля 2010 года: нападение на защитников парка. Частичная вырубка парка.
В ночь на 30 июля нанятые ООО «Грандстрой» представители ЧОП «Кобра» совершили нападение на лагерь защитников Ялтинского парка. Палатки, разбитые активистами на территории парка, были окружены бойцами ЧОП «Кобра». В результате применения спецсредств активисты получили телесные повреждения различной степени тяжести. Часть парка была уничтожена.
Охранники действовали по одной схеме: впрыскивали в палатку газ из баллончика, а когда люди выбегали, выбрасывали палатки вместе с пожитками за забор. «Они кричали: „Спецоперация! Спецоперация! Все из парка!“ — рассказала одна из женщин, которой порвали ухо. — Наша активистка Надежда попыталась снять на видеокамеру беспредел, но её схватили сразу двое мужчин».
Сын Надежды, заступившийся за мать, также был жестоко избит. «Двое меня схватили за руки, а третий стал душить, — рассказал Сергей. — Когда я обмяк, меня оставили. Мы дошли с мамой, обнявшись, до выхода и упали в траву».
Прокуратура области считает, что выделение земельного участка ООО «Грандстрой» у Ялтинского пруда незаконно. Инициативная группа, в свою очередь, продолжает свою борьбу за Ялтинский парк.
Около трети парка было вырублено.

### Предложение администрации города
Председатель комитета муниципального имущества администрации города Калининграда Александр Зуев заявил: «Основание для прекращения земельных отношений отсутствует». Со слов муниципальных властей оспорить строительство дома № 3 в парке в суде не удастся. Взамен защитникам предложено рассмотреть вопрос о создании парка на двух других участках, прилегающих к пруду и ранее выделенных под застройку (застройщики «Мюллер и К» и «Львович»). Для этого один из участков будет отозван (для этого имеются правовые основания), а у второго изменено разрешённое землепользование.
Александр Ярошук попросил Татьяну Панкратьеву обсудить данное предложение с другими членами инициативной группы и жителями прилегающих к парку домов и дать свой ответ 22.10.2010 г.
В интервью Rugrad.Eu 22 октября 2010 года Татьяна Панкратьева сообщила: «Буквально вчера вечером я разговаривала с жителями района. Мы не согласны на предложенный администрацией вариант. Нас уже обворовали и нарушили наши конституционные права».

### Лето 2011. Начало строительства
Несмотря на всероссийский резонанс инцидента 30 июля 2010 г. и продолжающиеся судебные разбирательства, застройщик ООО «Грандстрой» начал строительные работы. По состоянию на март 2012 года в парке (в водоохранной зоне Ялтинского пруда) ведётся строительство «дома номер 3», на противоположном берегу пруда рядом с «домом номер 1» возводится «дом номер 2».
9 сентября 2011 года 13-й арбитражный суд Санкт-Петербурга оставил без удовлетворения апелляцию на решение Калининградского арбитражного суда, который ранее отказал в удовлетворении иска городской администрации о признании сделки по передаче участка застройщику Ялтинского парка, ООО «Грандстрой», в аренду незаконной.
Продажа квартир в доме, который возводится в Ялтинском парке, началась в январе 2012 года. «Грандстрой» планирует ввод в эксплуатацию дома в 2013 году..

### Пикет 30 июля 2012 года
30 июля 2012 г. инициативная группа в защиту Ялтинского парка провела пикет возле «Дома с оленем». Около десяти активистов, спустя ровно два года, решили напомнить властям о нападении на лагерь защитников парка, которое произошло в 2010 году. Организаторы акции сформулировали тему пикета как «Привлечение внимания общественности к возмутительному факту бездействия правоохранительных органов по розыску преступников применивших в отношении защитников Ялтинского парка 30 июля 2010 г. насилие и произвол и к не менее возмутительному факту содействия городской администрации застройке Ялтинского парка».